# Bud Acton
Pour les articles homonymes, voir Acton.
Charles Acton, dit Bud Acton, né le 11 janvier 1942 à Troy dans le Michigan, est un joueur professionnel de basket-ball.
Il a joué 23 rencontres pour les Rockets de San Diego lors de la Saison NBA 1968-1969.